# ألكسندر تسانكوف
ألكسندر تسانكوف (بالبلغارية: Александър Цолов Цанков)‏ (مواليد 29 يونيو 1879 - 27 يوليو 1959)، هو سياسي واقتصادي وزعيم فاشي بلغاري. حكم بالفترة بين الحربين العالميتين، وكان رئيس وزراء بلغاريا بالفترة بين يونيو 1923 ويناير 1926. اتهم خلالها بتنفيذ العديد من عمليات الاغتيال لتصفية خصومه السياسين في أواخر سنة 1924.

## روابط خارجية
- ألكسندر تسانكوف على موقع الموسوعة البريطانية (الإنجليزية)
- ألكسندر تسانكوف على موقع مونزينجر (الألمانية)